# Hot boy nổi loạn
Hot boy nổi loạn (no Brasil: Perdido no Paraíso; em inglês: Lost in Paradise) é um filme de drama vietnamita de 2011, dirigido por Vũ Ngọc Dang. O filme é ambientado na cidade de Ho Chi Minh e tem duas linhas de histórias separadas. O primeiro retrata um triângulo amoroso entre três homens, Khôi, Lam e Dông, em meio a um cenário de prostituição masculina. O segundo diz respeito a um homem mentalmente deficiente, Cuoi, e sua amizade com Hanh, uma prostituta, e suas tentativas de criar um patinho. O filme foi um grande sucesso comercial e de crítica no Vietnã. Tem sido demonstrado em vários festivais internacionais, a partir do qual ele recebeu críticas mais mistas. Em particular, o seu retrato da homossexualidade tem sido observado como inovador no contexto do cinema vietnamita.

## Direção
Vũ Ngọc Dang dirigiu e escreveu o filme. Luong Manh Hải foi o segundo co-escritor e estrelou o filme como Lam.

## Elenco
- Lương Mạnh Hải - Lam
- Hồ Vĩnh Khoa - Khoi
- Linh Sơn - Dong
- Hiếu Hiền - Cuoi
- Phương Thanh - Hạnh